# NGC 1388
NGC 1388 (również PGC 13402) – galaktyka eliptyczna (E), znajdująca się w gwiazdozbiorze Erydanu. Odkrył ją 12 listopada 1885 roku Francis Leavenworth.